# Sturmia rubriscutellatus
Sturmia rubriscutellatus är en tvåvingeart som först beskrevs av Macquart 1854.  Sturmia rubriscutellatus ingår i släktet Sturmia och familjen parasitflugor.
Artens utbredningsområde är Frankrike. Inga underarter finns listade i Catalogue of Life.